# Västra kyrkogården, Kungälv

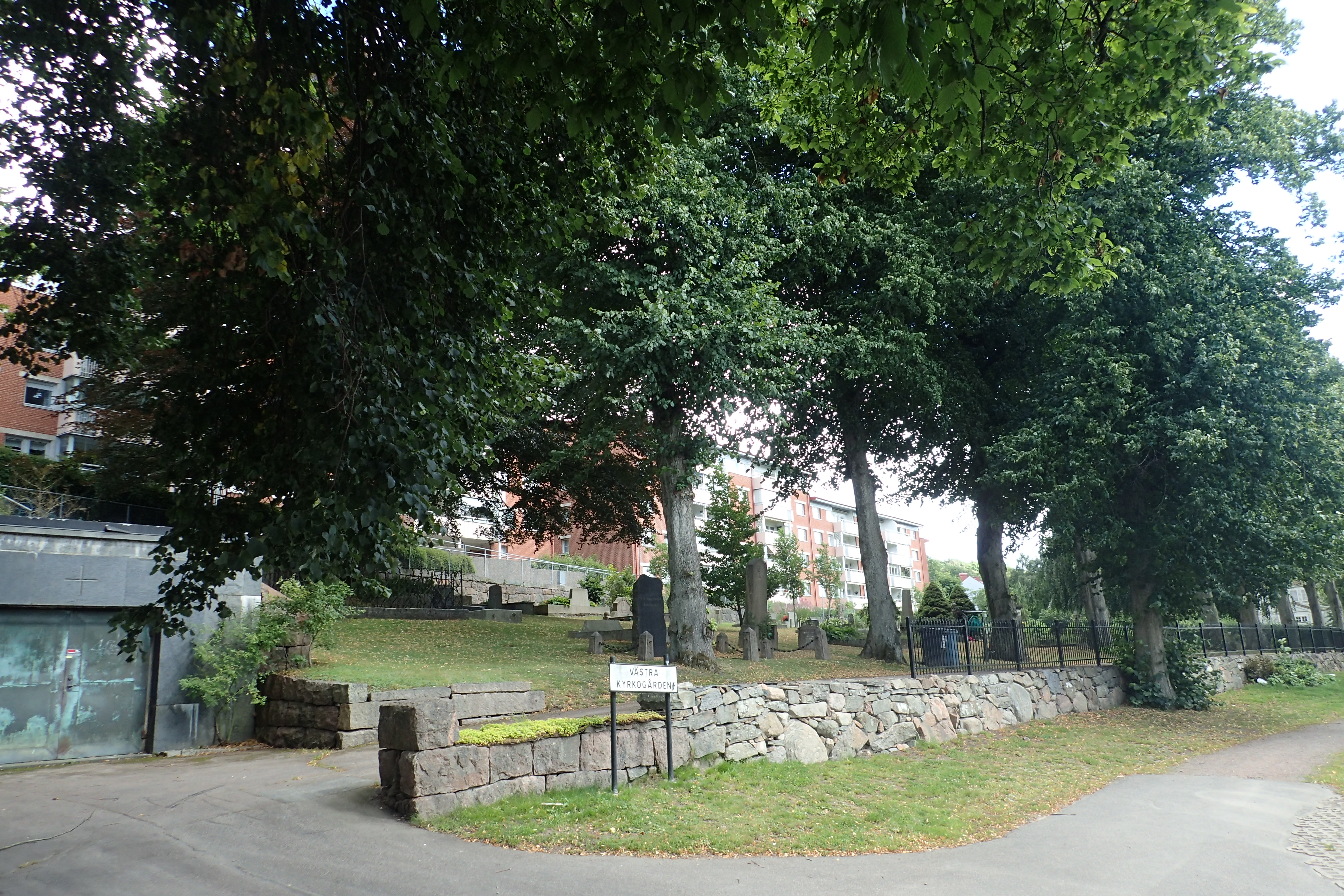
Västra Kyrkogården, 31 juli 2016

Västra kyrkogården i Kungälv ligger i dag i stadens centrum, i anslutning till busstationen och Västra Parken. Den ligger i nordväst-sydostlig riktning i en slänt och omgärdas av en granitmur. I kyrkogårdens norra hälft finns mestadels gravvårdar från tidigt 1900-tal, medan nyare vårdar är koncentrerade till dess södra del.
Västra kyrkogården anlades efter ett beslut i allmänna rådstugan 1859 precis utanför den dåtida stadsbebyggelsen och färdigställdes 1864. Den kallades ursprungligen för Nya kyrkogården för att skilja den från Gamla kyrkogården, som den skulle ersätta. Namnbytet till Västra kyrkogården skedde troligtvis på 1910-talet då ytterligare en begravningsplats, Skogskyrkogården, anlades i Kungälv. Ett bårhus uppfördes i kyrkogårdens nordvästra ända på 1940-talet.